# کالیستراتیخا
کالیستراتیخا (به لاتین: Kalistratikha) یک منطقهٔ مسکونی در روسیه است که در سرزمین آلتای واقع شده‌است.